# Cladocarpus longipinna
Cladocarpus longipinna är en nässeldjursart som beskrevs av John Fraser 1945. Cladocarpus longipinna ingår i släktet Cladocarpus och familjen Aglaopheniidae. Inga underarter finns listade i Catalogue of Life.